# Katar na Mistrzostwach Świata w Lekkoatletyce 2013
Katar na Mistrzostwach Świata w Lekkoatletyce 2013 – reprezentacja Kataru podczas Mistrzostw Świata w Moskwie liczyła 5 zawodników.

## Medaliści
| Medal | Zawodnik           | Konkurencja         |
| ----- | ------------------ | ------------------- |
|       | Mutazz Isa Barszim | Skok wzwyż mężczyzn |

## Występy reprezentantów Kataru

### Konkurencje biegowe
| Konkurencja             | Zawodnik                | Eliminacje | Eliminacje | Półfinał | Półfinał | Finał    | Finał   |
| Konkurencja             | Zawodnik                | Rezultat   | Pozycja    | Rezultat | Pozycja  | Rezultat | Pozycja |
| ----------------------- | ----------------------- | ---------- | ---------- | -------- | -------- | -------- | ------- |
| Bieg na 100 m mężczyzn  | Samuel Francis          | 10,21      | 22. Q      | DNS      | DNS      | NQ       | NQ      |
| Bieg na 800 m mężczyzn  | Abdulrahman Musaeb Bala | 1:46,94    | 19. Q      | 1:45,43  | 11.      | NQ       | NQ      |
| Bieg na 1500 m mężczyzn | Mohamad Al-Garni        | 3:40,01    | 23.        | NQ       | NQ       | NQ       | NQ      |

### Konkurencje techniczne
| Skok wzwyż mężczyzn  | Mutazz Isa Barszim     | 2,29 m  | 6. q | 2,38 m | srebro |    |    |
| Rzut młotem mężczyzn | Aszraf Amdżad as-Sajfi | 69,70 m | 26.  | NQ     | NQ     | NQ | NQ |